# Acanthosoma labiduroides
Acanthosoma labiduroides (лат.) — вид клопов из семейства Acanthosomatidae.
Этот вид использовался в исследованиях отношений между эукариотами и их внеклеточными бактериальными симбионтами кишечника.

## Описание
Клоп окрашен в зелёный цвет, ноги у него жёлтые. Усики оранжевые, спинка коричневая.

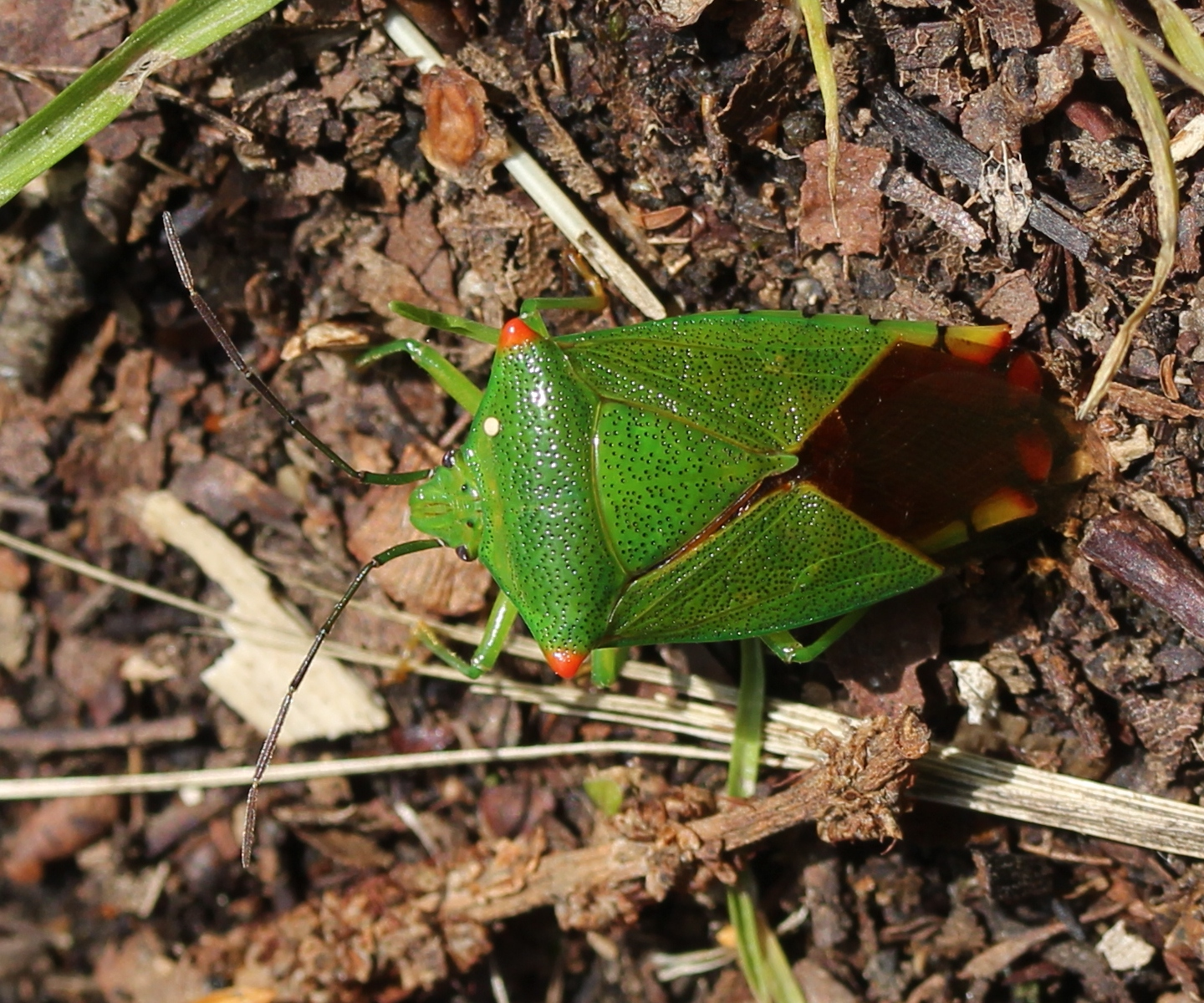
Самка
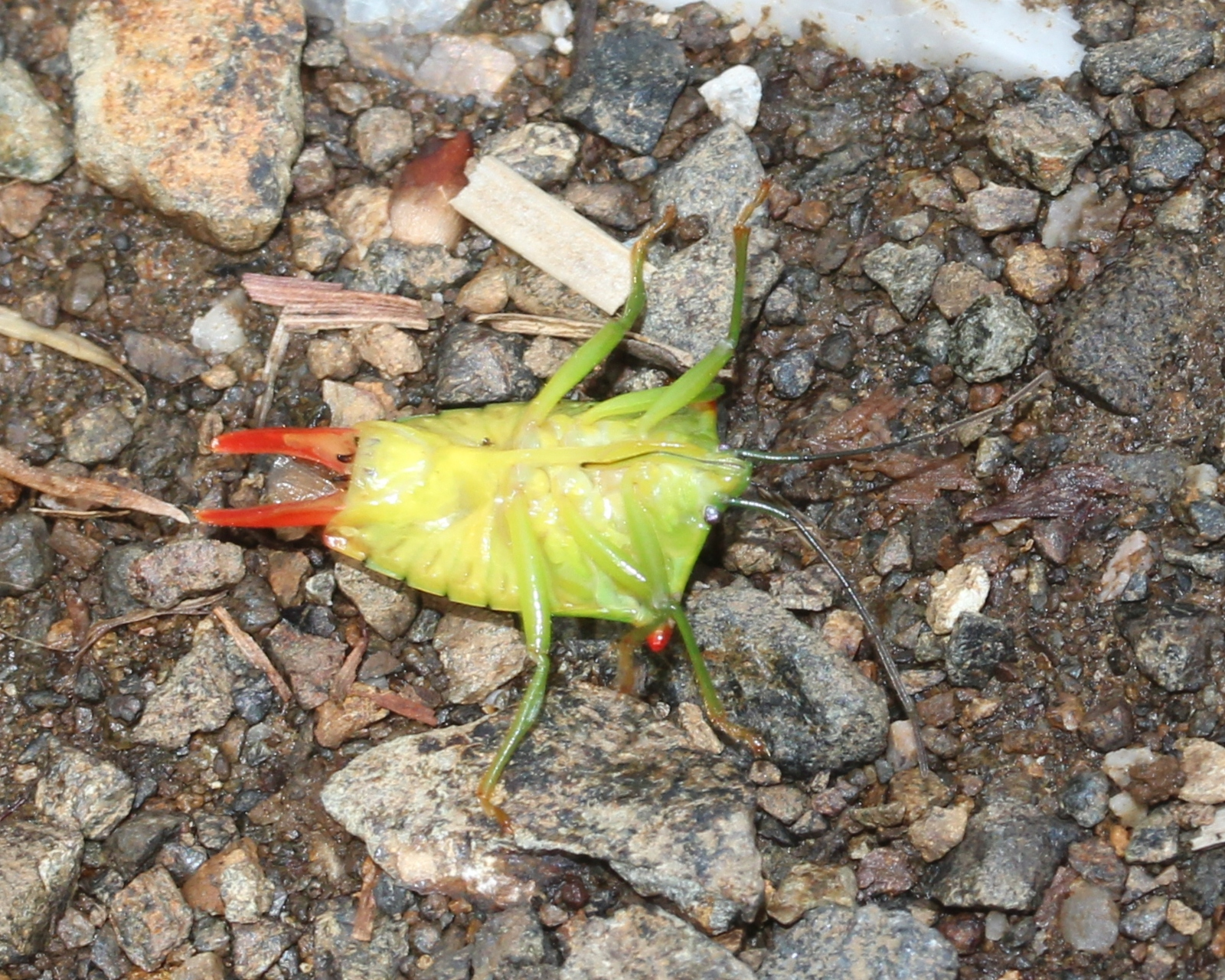
Самец, вид снизу